# Ataxia obtusa
Ataxia obtusa là một loài bọ cánh cứng trong họ Cerambycidae.